# Niebieski Szlak Rowerowy Okrężny „Pieskowa Skała”

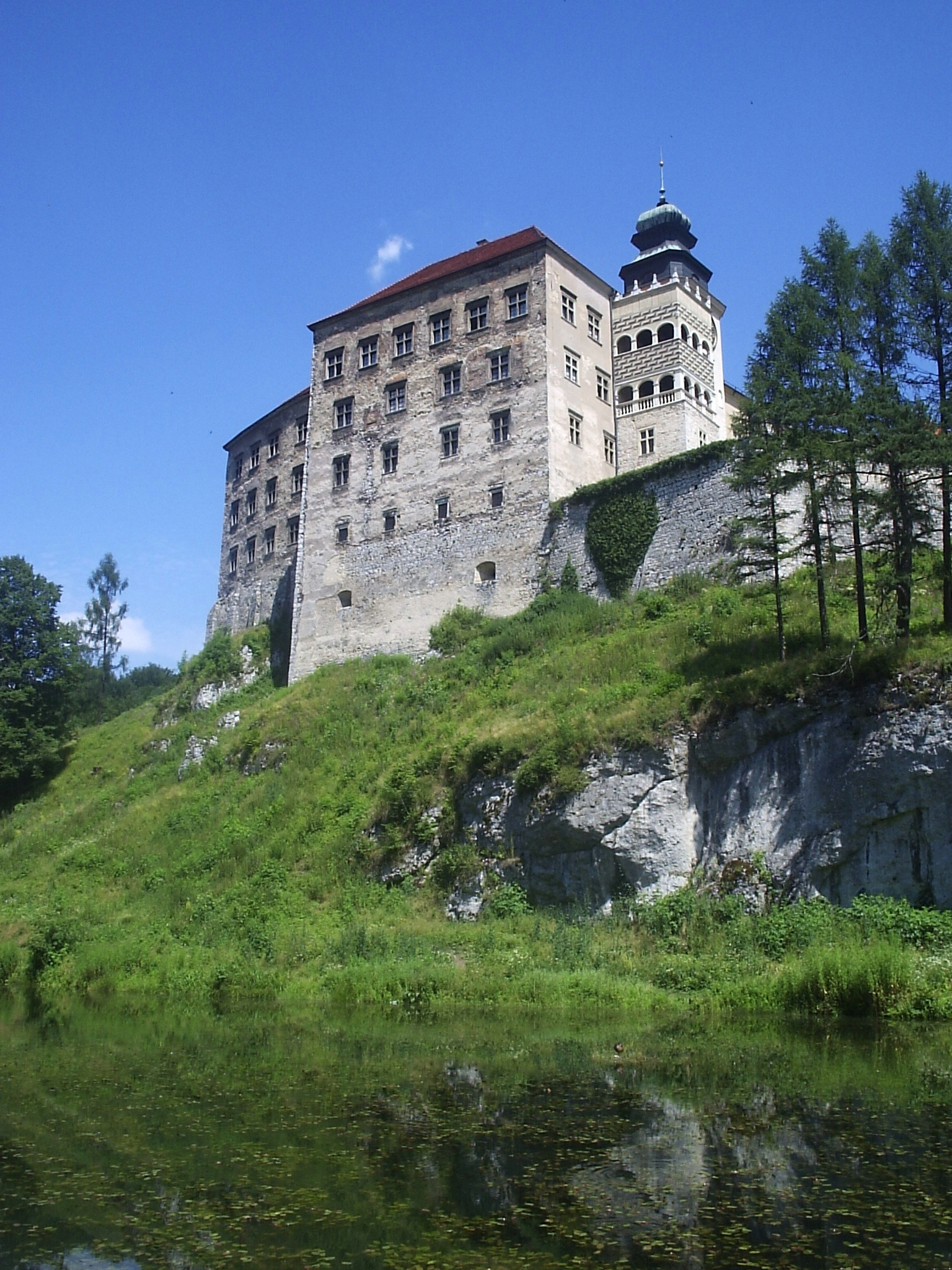
Zamek w Pieskowej Skale

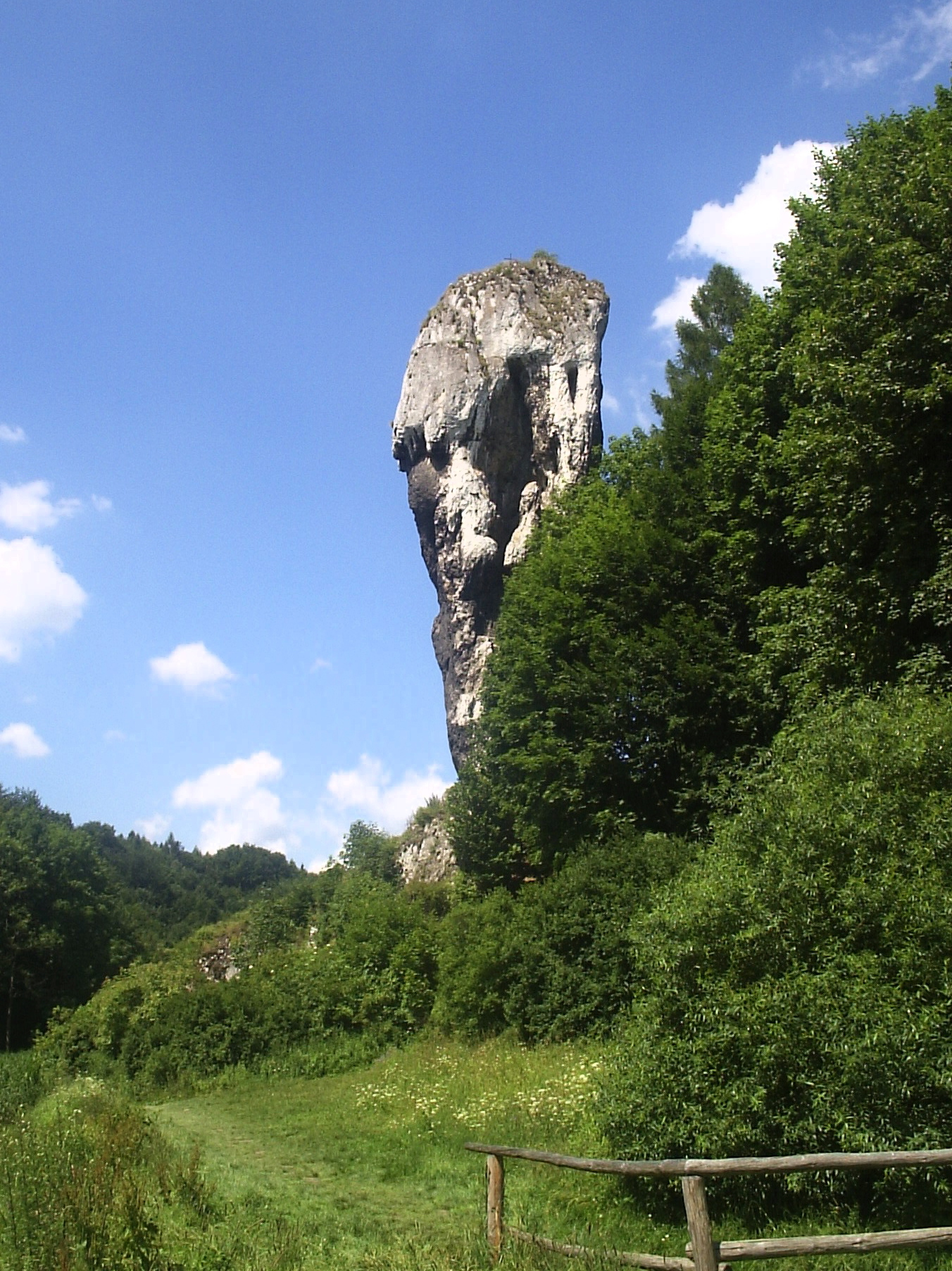
Maczuga Herkulesa

Niebieski Szlak Rowerowy Okrężny „Pieskowa Skała” – szlak rowerowy  gminy Sułoszowa. Idealny na rowerową wycieczkę. Łączy najpiękniejsze punkty w Ojcowskim Parku Narodowym oraz prowadzi malowniczą drogą asfaltową wśród pól rolniczych w Sułoszowej.

## Trasa
Szlak ma ok. 22,2 km długości, jest umiarkowanie trudny: Wola Kalinowska – Grodzisko – Młynnik – Wielmoża – Pieskowa Skała Zamek – Wielmoża – Sułoszowa (kościół) – Pieskowa Skała – Wola Kalinowska

## Opis Trasy
Z parkingu przy schronisku w Woli Kalinowskiej. jedziemy w prawo drogą gminną asfaltową 440 metrów do skrzyżowania dróg, tu przy kapliczce skręcamy w prawo w dół i jedziemy drogą gruntową wąwozem Węgielnik ok. 1800 metrów i dalej wzdłuż biegu rzeki Prądnik ok. 250m. Dojeżdżamy do drogi asfaltowej Ojców – Grodzisko. Jedziemy w lewo. Po przejechaniu ok. 450 m. docieramy do skrzyżowania z drogą 773 Skała – Olkusz i kierujemy się w lewo. Ok. 2000 metrów dalej, za mostem skręcamy w prawo w suchą Dolinę Zachwytu i jedziemy drogą gruntową ok. 2250 m., a następnie drogą asfaltową ok. 880m. Dojeżdżamy do skrzyżowania i skręcamy w lewo. Po przejechaniu ok. 540 m na skrzyżowaniu w pobliżu leśniczówki skręcamy w prawo i jedziemy skrajem lasu.
Po przejechaniu ok. 960 m. docieramy do skrzyżowania z droga prowadząca do Zamku Pieskowa Skała.
/Opcja skręcamy w lewo i jedziemy do Zamku w Pieskowej Skale ok. 1200 metrów. Po jego zwiedzeniu wracamy tą sama drogą/
Jedziemy dalej wzdłuż lasu i po 320 metrach skręcamy z głównej drogi w prawo jadąc dalej prosto skrajem lasu droga gruntową ok. 380 m. Docieramy do skrzyżowania dróg gruntowych gdzie skręcamy w prawo i jedziemy prosto ok. 460 metrów następnie mijamy z prawej strony budynki Rolniczej Spółdzielni Produkcyjnej w Pieskowej Skale i przed zabudowaniami wsi Wielmoża kolonia – Krótka skręcamy w lewo. Jedziemy drogą gruntową ok. 2360 m.. początkowo mijając kilka pojedynczych budynków cały czas na wprost, początkowo lekko z góry, a następnie pod górę i znów z góry. Docieramy do zabudowań wsi Sułoszowa. Droga zamienia się w asfaltową Po ok. 700 m. Mijamy cmentarz i dojeżdżamy do drogi 773. Drogę tę przecinamy i jedziemy pod górę wzdłuż ogrodzenia kościelnego ok. 420.m /opcjonalnie zwiedzanie Kościoła pod Wezwaniem Najświętszego Serca Pana Jezusa w Sułoszowej, a następnie skręcamy wraz z drogą asfaltową w lewo. Jedziemy pośród pól drogą asfaltową ok. 2280 m. początkowo lekko pod górę następnie w dół i znów pod górę. Dalej jedziemy drogą gruntową ok. 340 m. do skrzyżowanie gdzie skręcamy w lewo w wąwóz Babie Doły. Zjeżdżamy w dół lasem i po przejechaniu 1400 m. docieramy do rzeki Prądnik, którą przejeżdżamy w bród i dalej jedziemy drogą 773 asfaltową w prawo do podnóża Zamku w Pieskowej Skale.
Opuszczamy wieś Sułoszowa. Skręcamy w prawo i dojeżdżamy do Maczugi Herkulesa. Tuż za Maczugą przejeżdżamy przez mostek i jedziemy lekko pod górę drogą tłuczniową ok. 400 m a następnie asfaltową wąwozem Sokolec 1200m. Dojeżdżamy do drogi głównej gdzie skręcamy w lewo i jadąc główną drogą 2000 m dojeżdżamy do punktu startowego przy schronisku.